# 데라노촌 (아이치현)
데라노촌(寺野村)은 일본 아이치현 니시카스가이군에 설치되었던 촌이다. 현재의 기요스시의 일부에 해당한다.